# Fornbyn, Skara
Fornbyn är ett friluftsmuseum beläget utanför Västergötlands museum i Skara och innehavar ett trettiotal byggnader tagna från olika socknar i Västergötland. 
De första byggnaderna förflyttades dit 1914, och sedan dess har det förflyttats mer byggnader såsom Härjevads gamla kyrka år 1921, då kyrkan återinvigdes året därpå